# Albert Friscia
Albert Friscia (New York, 22 luglio 1911 – Roma, 2 ottobre 1989) è stato un disegnatore, pittore e scultore statunitense.

## Biografia
Albert Friscia, uno degli esponenti principali dell'arte cinetica, nasce il 22 luglio a New York da Vita Mandracchina e Giuseppe Friscia, un artista e fotografo di origine siciliana emigrato in America nei primi anni del secolo scorso. Dopo aver completato gli studi alla National Accademy of Design di New York si iscrive nel 1937 al The Society of independent Artist e all'Artists' Union della stessa città frequentando artisti come Ben Shahn, Stuart Davis, Ilya Bolotowsky, William Zorach e Arshille Gorky. È qui che assiste a diversi spettacoli "Lumia" (proiezioni luminose) creati da Thomas Wilfred, tenuti al Grand Central Palace di New York, fondamentali per le sue prossime sperimentazioni in campo cinetico.
Nel 1939 brevetta il Chromalume, un caleidoscopio rudimentale che permette la prioezione di forme luminose dai disegni mutevoli sulle pareti. Viene invitato alla Yaddo Foundation, Saratoga, Springs, New York. Dal 2 al 25 aprile 1937 partecipa a una collettiva, Society of Independent Artist al Grand Central Palace dove espone due opere: Fishing Boats e Water Tower. Nello stesso anno si iscrive alla New York Evening School of Independent Art e collabora nel contempo, con il Museum of Natural History of New York per il quale esegue disegni microscopici. Dal 1942 al 1945 collabora con la U.S. Navy in qualità di disegnatore e, successivamente, nel 1946, diventa direttore artistico della Casa editrice Case-Sheppered-Mann N.Y.

Grazie alla borsa di studio "Gl Bill" concessa dal governo americano agli ex combattenti, dal 1947 al 1950 ha la possibilità di seguire corsi di pittura al Black Mountain College con Joseph Albers, di visitare il Messico, dove, insieme con Siqueiros, esegue dei murales alla Escuela Universitaria de Bellas Artes di San Miguel de Allende, di frequentare i corsi di Andrè Masson presso l'Accademia de la Grande Chaumière a Parigi e di visitare l'Italia e, in particolare, Roma, dove decide di stabilirsi. Abita in via del Vantaggio 14, presso la famiglia Rotondi. Frequenta lo studio di Anna Maria Hinna in via di Villa Ruffo 31. Friscia riprende le sperimentazioni cinetiche dando avvio all'utilizzazione plastica della luce polarizzata.

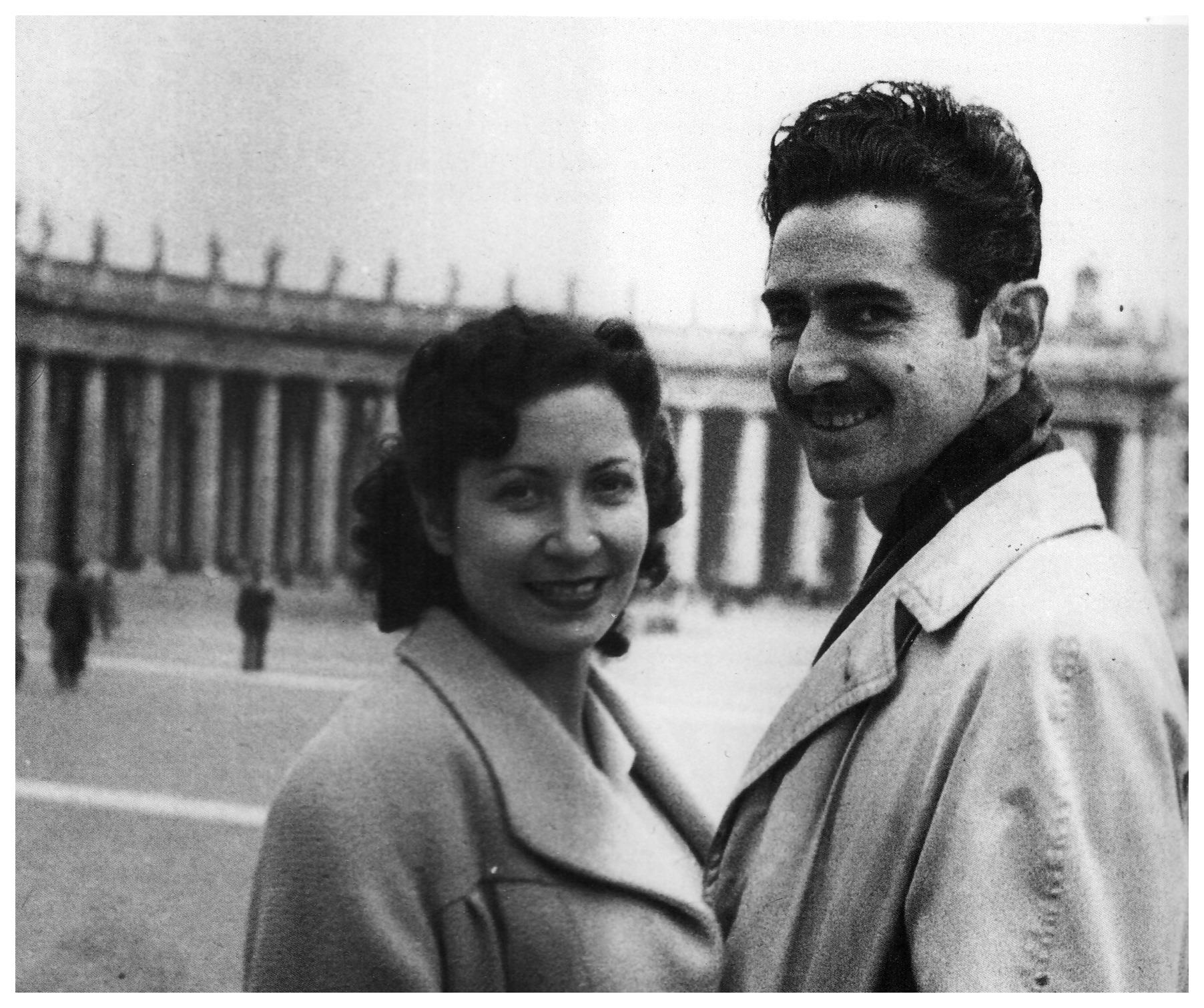
Albert Friscia con la consorte Lidia Di Bello a Roma

Fa parte del gruppo artistico composto da Roberto Matta, Alberto Burri, Angelo Savelli ed Afro e inizia la collaborazione, in qualità di direttore artistico, con la linea aerea Pan American e con il giornale "Daily American". Dopo essersi sposato nel 1957 con la potentina Lidia Di Bello, inizia la sua attività di scultore e, intorno alla metà degli anni '60, costruisce i Kinetichromes: quadri luminosi e sonori di forma quadrata concepiti con lo stesso principio tecnico delle proiezioni a luce polarizzata.
Nel 1967 apre lo studio in via Margutta n. 54 a Roma dove lavora fino al 1987. Nel 1975 esegue il bassorilievo per la cattedrale di Potenza e riceve il "certificate of Merit" dalla DIB (Dictionary of International Biography) a Londra. L'anno seguente realizza un altare in bronzo per la basilica di Santa Maria in Montesanto in Roma e nel 1978 esegue una grande scultura per il Ministero delle Poste e Telecomunicazioni all'EUR (Roma) intitolata "Fluidità della Comunicazione".
Nel 1980 realizza l'altare bronzeo per San Pietro in Vaticano, posto di fronte alla cattedra del Bernini e nel 1987 realizza la scultura Resurrezione per la chiesa dell'Autostrada del Sole presso Firenze. Dopo una lunga malattia, muore il 2 ottobre 1989 a Roma. Nel 2000 la vedova dell'artista, Lidia Di Bello, dona alla Biblioteca nazionale di Potenza novantatré dipinti, sessantacinque sculture in bronzo e due in marmo, cinquecentottanta fogli disegnati e di grafica e, dieci Kinetichrome, opere tutte conservate nello studio di Albert Friscia.

## Opere principali
- Portone e Cancello in bronzo del Nartece della Cattedrale di Chicago (Holy Name Cathedral) – 1969
- scultura in bronzo “Fluidità della Comunicazione” – Ministero delle Poste – Roma Eur - 1978.
- Altare maggiore in bronzo nell'Abside del Bernini nella Basilica Vaticana - 1980
- Scultura dal titolo Resurrezione per la chiesa dell'Autostrada del Sole - Firenze - 1987